# جانوس هيربست
جانوس هيربست (بالمجرية: Herbst János)‏ هو لاعب كرة قدم مجري في مركز الهجوم، ولد في 8 أغسطس 1956 في بيتش في المجر، وتوفي في 19 نوفمبر 2015. لعب مع نادي بيتشي ‏.